# Natació als Jocs Olímpics d'estiu de 1952
Als Jocs Olímpics d'Estiu de 1952 celebrats a la ciutat de Hèlsinki (Finlàndia) es disputaren 11 proves de natació, sis en categoria masculina i cinc en categoria femenina. La competició es desenvolupà al Centre Olímpic de Natació de la ciutat de Hèlsinki entre els dies 26 de juliol i 2 d'agost de 1952.

## Resum de medalles

### Categoria masculina
| Prova                   | Or                                                                    | Or      | Argent                                                                  | Argent  | Bronze                                                                | Bronze  |
| 100 m lliures Detalls   | Clark Scholes                                                         | 57.4    | Hiroshi Suzuki                                                          | 57.4    | Göran Larsson                                                         | 58.2    |
| 400 m lliures Detalls   | Jean Boiteux                                                          | 4:30.7  | Ford Konno                                                              | 4:31.3  | Per Östrand                                                           | 4:35.2  |
| 1500 m lliures Detalls  | Ford Konno                                                            | 18:30.3 | Shiro Hashizume                                                         | 18:41.4 | Tetsuo Okamoto                                                        | 18:51.3 |
| 100 m esquena Detalls   | Yoshinobu Oyakawa                                                     | 1:05.9  | Gilbert Bozon                                                           | 1:06.2  | Jack Taylor                                                           | 1:06.4  |
| 200 m braça Detalls     | John Davies                                                           | 2:34.4  | Bowen Strassforth                                                       | 2:34.7  | Herbert Klein                                                         | 2:35.9  |
| 4x200 m lliures Detalls | Estats UnitsWayne Moore · William Woolsey · Ford Konno · James McLane | 8:31.1  | JapóHiroshi Suzuki · Yoshihiro Hamaguchi · Toru Goto · Teijiro Tanikawa | 8:33.5  | FrançaJoseph Bernardo · Aldo Eminente · Alexandre Jany · Jean Boiteux | 8:45.9  |

### Categoria femenina
| Prova                   | Or                                                           | Or     | Argent                                                                                  | Argent | Bronze                                                                           | Bronze |
| 100 m lliures Detalls   | Katalin Szöke                                                | 1:06.3 | Hannie Termeulen                                                                        | 1:06.5 | Judit Temes                                                                      | 1:07.6 |
| 400 m lliures Detalls   | Valéria Gyenge                                               | 5:12.1 | Éva Novák                                                                               | 5:13.7 | Evelyn Kawamoto                                                                  | 5:14.6 |
| 100 m esquena Detalls   | Joan Harrison                                                | 1:14.3 | Geertje Wielema                                                                         | 1:14.5 | Jean Stewart                                                                     | 1:15.8 |
| 200 m braça Detalls     | Éva Székely                                                  | 2:51.7 | Éva Novák                                                                               | 2:54.4 | Helen Gordon                                                                     | 2:57.6 |
| 4x100 m lliures Detalls | HongriaIlona Novák · Judit Temes · Éva Novák · Katalin Szöke | 4:24.4 | Països BaixosMarie-Louise Linssen · Koosje van Voorn · Hannie Termeulen · Irma Heijting | 4:29.0 | Estats UnitsJacqueline Lavine · Marilee Stepan · Joan Alderson · Evelyn Kawamoto | 4:30.1 |

## Medaller
| Posició | País          | Or | Argent | Bronze | Total |
| 1       | Estats Units  | 4  | 2      | 3      | 9     |
| 2       | Hongria       | 4  | 2      | 1      | 7     |
| 3       | França        | 1  | 1      | 1      | 3     |
| 4       | Austràlia     | 1  | 0      | 0      | 1     |
| 4       | Sud-àfrica    | 1  | 0      | 0      | 1     |
| 6       | Japó          | 0  | 3      | 0      | 3     |
| 6       | Països Baixos | 0  | 3      | 0      | 3     |
| 8       | Suècia        | 0  | 0      | 2      | 2     |
| 9       | Alemanya      | 0  | 0      | 1      | 1     |
| 9       | Brasil        | 0  | 0      | 1      | 1     |
| 9       | Nova Zelanda  | 0  | 0      | 1      | 1     |
| 9       | Regne Unit    | 0  | 0      | 1      | 1     |